# NGC 281
NGC 281 è una nebulosa a emissione visibile nella costellazione di Cassiopea; circonda l'ammasso aperto IC 1590. Talvolta è chiamata Nebulosa Pacman.
Si individua 1,5 gradi ad est della stella α Cassiopeiae; occorrono strumenti potenti per poter individuare la nebulosa, che sicuramente è l'oggetto più importante, dato che l'ammasso ad essa associato è formato da pochi astri e dominato da una stella doppia di ottava magnitudine. La nebulosa appare solcata nettamente da una vena scura, che la attraversa in senso est-ovest; perpendicolare a questa se ne individua un'altra, rivolta verso sud: viene così a formarsi una "T" che segna profondamente tutto l'oggetto.